# Fukushima (Hokkaidō)
Pour les articles homonymes, voir Fukushima.
Fukushima (福島町, Fukushima-chō) est un bourg du district de Matsumae, situé dans la sous-préfecture d'Oshima, sur l'île de Hokkaidō, au Japon.

## Géographie

### Démographie
Au 31 mars 2015, la population de Fukushima s'élevait à 4 617 habitants répartis sur une superficie de 187,28 km2.